# António Homem Cardoso
António Homem Cardoso ComIH (São Pedro do Sul, São Pedro do Sul, 11 de janeiro de 1945) é um fotógrafo e escritor português.
Filho de José Homem Cardoso e de Cristina Augusta de Almeida Cardoso, Homem Cardoso foi viver para Lisboa quando tinha dez anos.
É autor de uma vasta obra fotográfica, nos mais diversos temas, sendo fotógrafo oficial da Casa Real Portuguesa.

## Reconhecimento
- Primeiro Prémio (Elefante de Ouro), na 20ª. Exposição de Manifesto Turístico em Itália.
- Premiado pela Office Internacional De La Vigne Et Du Vin referente ao trabalho no livro do Dão.
- Premiado pela Office Internacional De La Vigne Et Du Vin referente ao trabalho do livro do Alentejo.
- Grau de Comendador da Ordem do Infante D. Henrique (26 de janeiro de 2023)[2]

## Obras
- Cozinha Tradicional Portuguesa (co-autor)
- Oriente Ocidente nos Interiores em Portugal (co-autor)
- Tratado da Grandeza dos Jardins em Portugal
- Sintra, A Paisagem e as suas Quintas
- Os Meus 50 Melhores Vinhos
- Vista Alegre - Porcelanas
- Navio Escola Sagres
- O Retrato na Obra do Pintor" de Luís Pinto Coelho.
- Enciclopédia dos Vinhos de Portugal "Os Vinhos Verdes"
- Encenar a Cidade" Livro do Metropolitano de 1994.
- Enciclopédia dos Vinhos de Portugal - "Os Vinhos do Alentejo"
- André Jordan - 25 Anos de Realizações em Portugal
- O Caminho Português para Santiago (co-autor)
- Viseu - Terra de alegrar o coração